# Junosuando landskommun
Junosuando landskommun var en tidigare kommun i Norrbottens län. Centralort var Junosuando och kommunkod 1952-1970 var 2522.

## Administrativ historik
Junosuando landskommun bildades genom en utbrytning  ur Pajala landskommun den 1 januari 1914.
Kommunreformen 1952 påverkade inte indelningarna i området, då varken Västerbottens eller Norrbottens län berördes av reformen. 1971 blev Junosuando åter en del av Pajala kommun.

### Kyrklig tillhörighet
I kyrkligt hänseende tillhörde kommunen Junosuando församling.

## Kommunvapen
Junosuando landskommun förde inte något vapen.

## Geografi
Junosuando landskommun omfattade den 1 januari 1952 en areal av 1 260,00 km², varav 1 220,00 km² land.

### Tätorter i kommunen 1960
| Tätort     | Folkmängd |
| ---------- | --------- |
| Junosuando | 518a      |
| Kangos     | 458       |

Tätortsgraden i kommunen var den 1 november 1960 55,2 procent.

## Befolkningsutveckling
| Befolkningsutvecklingen i Junosuando landskommun 1915–1970 | Befolkningsutvecklingen i Junosuando landskommun 1915–1970 | Befolkningsutvecklingen i Junosuando landskommun 1915–1970 | Befolkningsutvecklingen i Junosuando landskommun 1915–1970 | Befolkningsutvecklingen i Junosuando landskommun 1915–1970 |
| --- | ---------------------------------------------------------- | ---------------------------------------------------------- | ---------------------------------------------------------- | ---------------------------------------------------------- |
| |                                                            |                                                            |                                                            |                                                            |
| År |                                                            |                                                            | Invånare                                                   |                                                            |
| 1915 | 1915                                                       |                                                            | 1 083                                                      | 1 083                                                      |
| 1920 | 1920                                                       |                                                            | 1 134                                                      | 1 134                                                      |
| 1925 | 1925                                                       |                                                            | 1 208                                                      | 1 208                                                      |
| 1930 | 1930                                                       |                                                            | 1 323                                                      | 1 323                                                      |
| 1935 | 1935                                                       |                                                            | 1 508                                                      | 1 508                                                      |
| 1940 | 1940                                                       |                                                            | 1 746                                                      | 1 746                                                      |
| 1945 | 1945                                                       |                                                            | 1 845                                                      | 1 845                                                      |
| 1950 | 1950                                                       |                                                            | 1 936                                                      | 1 936                                                      |
| 1955 | 1955                                                       |                                                            | 1 918                                                      | 1 918                                                      |
| 1960 | 1960                                                       |                                                            | 1 808                                                      | 1 808                                                      |
| 1965 | 1965                                                       |                                                            | 1 601                                                      | 1 601                                                      |
| 1970 | 1970                                                       |                                                            | 1 468                                                      | 1 468                                                      |
| Källa: SCB - Befolkning 1851 - 1910, SCB - Folkmängd inom administrativa områden 1910-1961 och Folkmängd 31 dec 1950-1975 i län, kommuner och församlingar enligt kommunindelningen 1 jan 1976. |                                                            |                                                            |                                                            |                                                            |

## Politik

### Mandatfördelning i valen 1938-1966
| 4 | 5 | 2 | 9 |

| 20 |

| 6 | 14 |

| 20 |

| 4 | 11 | 5 |

| 20 |

| 2 | 11 | 7 |

| 20 |

| 2 | 11 | 1 | 2 | 4 |

| 19 |

| 1 | 11 | 7 | 1 |

| 19 |

| 9 | 9 | 2 |

| 19 |

| 8 | 7 | 3 | 2 |

| 19 |

### Fotnoter
^a Siffran i SCB:s folkräkning 1960 var 473. Denna siffra korrigerades vid folk- och bostadsräkningen 1965, då det upptäcktes att det hade uppstått fel i beräkningen av tätortens folkmängd vid den tidigare folkräkningen. 
1. ↑  Per Andersson: Sveriges kommunindelning 1863-1993, Draking, Mjölby 1993, ISBN 91-87784-05-X, s. 100
2. 1 2  SCB Folkräkningen 1950 del 1 Arkiverad 29 oktober 2013 hämtat från the Wayback Machine. sida 18 & 191 i pdf:en
3. ↑  SCB Folkräkningen 1960 del 2 Arkiverad 24 september 2015 hämtat från the Wayback Machine. sida 46 & 47 i pdf:en
4. ↑  SCB Folk- och bostadsräkningen 1965 del 2 sida 145 i pdf:en